# Lisanne Lejeune
Elisabeth Anne Marie Lejeune (La Haya, 28 de julio de 1963), conocida como Lisanne Lejeune, es una ex-defensora de hockey sobre césped holandesa. Ella ganó una medalla de bronce en los Juegos Olímpicos de Verano de 1988, los títulos mundiales en 1986 y 1990, el título europeo en 1987, y el trofeo de campeones de hockey en 1987.
De 1984 a 1994 jugó un total de 95 partidos internacionales para los Países Bajos, en el que anotó 91 goles. Lisanne se perdió los Juegos Olímpicos de 1992 debido a una lesión.